# Daniel Thentz
 (août 2024).
Daniel Thentz, né le 10 juillet 1964 et mort le 12 février 2011, est un trompettiste et programmateur musical vaudois.

## Biographie
Daniel Thentz commence la musique à l'âge de 13 ans en apprenant à jouer de la trompette et du bugle. Il ne tarde pas à trouver sa voie puisqu'un an plus tard il se tourne vers le jazz et intègre déjà de petites formations. Daniel Thentz voue son existence à la musique et participe pleinement à l'émulation qui se développe autour de la scène jazz lémanique à la fin du XXe siècle. Trompettiste et compositeur, Daniel Thentz est en effet surtout connu pour être le cofondateur du Cully Jazz Festival.
C'est en 1982, à la sortie d'une soirée jazz qu'il a organisée dans un village de Lavaux, que Daniel Thentz évoque avec Emmanuel Gétaz l'idée d'un festival consacré à leur musique de prédilection. Le Cully Jazz naît ainsi en 1983. Parti d'un festival "de copains", à la dimension et au budget modeste - 7 000 francs pour la première édition - le Cully Festival croît rapidement, proposant des concerts de qualité et des artistes références de la scène jazz. Il est actuellement l'un des événements musicaux immanquables de Suisse romande. Daniel Thentz fait partie de l'aventure jusqu'en 1991, où des démêlés avec le festival le poussent à se retirer. Nullement découragé, il devient programmateur du Festival OFF de Montreux ainsi que du Chorus, salle de jazz lausannoise, dès 1989. Il travaille également comme programmateur jazz pour le Festival de la Cité en 2008 et 2009. Acteur majeur du jazz romand, Daniel Thentz reste avant tout un musicien qui partage la scène avec de nombreuses personnalités musicales suisses. Son premier groupe Jazzistic est ainsi composé d'Yvan Ischer, d'Alexandre Huber, Olivier Larpin et d'Ivor Malherbe. Puis, le Daniel Thentz 4tet s'assure la collaboration de Mike Goetz, Popol et Jean-Luc Lavanchy et son dernier groupe Daniel Thentz and the swing machine réunit de nombreux musiciens chevronnés. Ces différentes formations lui permettent de jouer avec des artistes étrangers de renom, comme Tommy Flanagan, Curtis Fuller ou Cedar Walton.

## Sources
- « Daniel Thentz », sur la base de données des personnalités vaudoises sur la plateforme « Patrinum » de la Bibliothèque cantonale et universitaire de Lausanne.
- Senff, Boris, "Mort de Daniel Thentz, fondateur du Cully Jazz", 24 Heures, 15 février 2011, p. 23
- Trépey, Pierre, "Festival de jazz de Cully du 15 au 22 mars: le petit qui n'a pas peur des gros", 24 Heures, 13 mars 1986
- Trépey, Pierre, "Superbe Jazzistic", 24 Heures, 23 septembre 1985
- Daniel thentz 4tet, Secret love, DT music, 1990, cote BCUL: DCJ 5078.